# Суперкубок Киргизстану з футболу 2012
Суперкубок Киргизстану з футболу 2012  — 2-й розіграш турніру. Матчі відбулись 31 березня і 8 квітня 2012 року між чемпіоном Киргизстану клубом Дордой та володарем кубка Киргизстану клубом Абдиш-Ата.
| Володар Суперкубка Киргизстану 2012 |
| ----------------------------------- |
|                                     |
| Дордой Перший титул                 |

## Матчі

### Перший матч
| 31 березня 2012 |

| Абдиш-Ата      | 1:3      | Дордой                           |
| -------------- | -------- | -------------------------------- |
| Землянухін 32' | Протокол | Байматов 31', 47' Харченко 45+1' |

| Центральний стадіон, Кант Глядачів: 1 500 Арбітр: Дамір Джанибеков |

### Повторний матч
| 8 квітня 2012 11:00 (EEST) |

| Дордой             | 2:0      | Абдиш-Ата |
| ------------------ | -------- | --------- |
| Джанкарло 78', 85' | Протокол |           |

| Стадіон імені Долена Омурзакова, Бішкек |